# Dioscorea ekmanii
Dioscorea ekmanii är en enhjärtbladig växtart som beskrevs av Reinhard Gustav Paul Knuth. Dioscorea ekmanii ingår i släktet Dioscorea och familjen Dioscoreaceae. Inga underarter finns listade i Catalogue of Life.